# Tank Chair
Tank Chair (jap. 戦車椅子-TANK CHAIR- Sensha Isu – Tank Chair) ist eine Manga-Serie von Manabu Yashiro, die in Japan seit 2022 erscheint. Die Science-Fiction- und Action-Geschichte wurde unter anderem ins Deutsche übersetzt.

## Inhalt
Nagi ist Auftragsmörder auf der Insel Gui Cheng, die als gefährlichste Stadt des Universums gilt. Seit er seiner kleinen Schwester Shizuka Taira das Leben rettete, indem er eine Kugel abfing, sitzt er im Rollstuhl. Er wurde so schwer verletzt, dass er seither komatös ist. Nur wenn er Mordlust in seiner Nähe spürt, erwacht er und verwandelt sich wieder in einen gefährlichen Killer – nun einen im waffenstarrenden Rollstuhl. Seine Schwester macht sich auf die Suche nach einem Gegner, der so gefährlich ist, dass ihr Bruder dauerhaft aus dem Koma erwacht. So nimmt sie weiterhin Mordaufträge an, die Nagi dann ausführt. Je riskanter die Aufträge sind, umso besser für ihren Bruder. Shizuka hofft, dass er nach einem besonders schweren Kampf dauerhaft geheilt wird.

## Veröffentlichung
Die Kapitel der Serie erscheinen seit November 2022 auf der Website und in der App Magazine Pocket von Kodansha. Der Verlag bringt den Manga seit Januar 2023 auch in bisher acht Sammelbänden heraus (Stand: März 2025). 2023 wurde der Manga für den Next Manga Award nominiert, 2024 für den Kōdansha-Manga-Preis. Seit April 2024 wird die Serie von Egmont Manga in bisher sechs Bänden auf Deutsch veröffentlicht (Stand: Mai 2025). Die Übersetzung stammt von Gandalf Bartholomäus. Auf Italienisch erscheint sie bei Planet Manga, auf Polnisch bei Waneko und auf Englisch beim amerikanischen Ableger von Kodansha.